# 阿尔塔-圣母桥村
阿尔塔-圣母桥村（法語：Arthaz-Pont-Notre-Dame，法語發音：[aʁta pɔ̃ nɔtʁ dam]）是法国上萨瓦省的一个市镇，位于该省北部，属于圣于连昂热讷瓦区。该市镇于1818年由原市镇阿尔塔（Arthaz）和圣母桥村（Pont-Notre-Dame）合并而成。阿尔塔-圣母桥村是阿讷马斯城市公共社区的组成部分。

## 地理
阿尔塔-圣母桥村（46°9'32"N, 6°16'1"E）面积5.96 平方千米，位于法国奥弗涅-罗讷-阿尔卑斯大区上萨瓦省，该省份为法国东部省份，历史上为薩伏依的一部分，北与瑞士接壤，西接安省，南至萨瓦省，东与瑞士和意大利接壤。
与阿尔塔-圣母桥村接壤的市镇（或旧市镇、城区）包括：博讷、克朗沃-萨勒、埃特朗比耶尔、楠日、雷尼耶-埃斯里、韦特拉-蒙图。
阿尔塔-圣母桥村的时区为UTC+01:00、UTC+02:00（夏令时）。

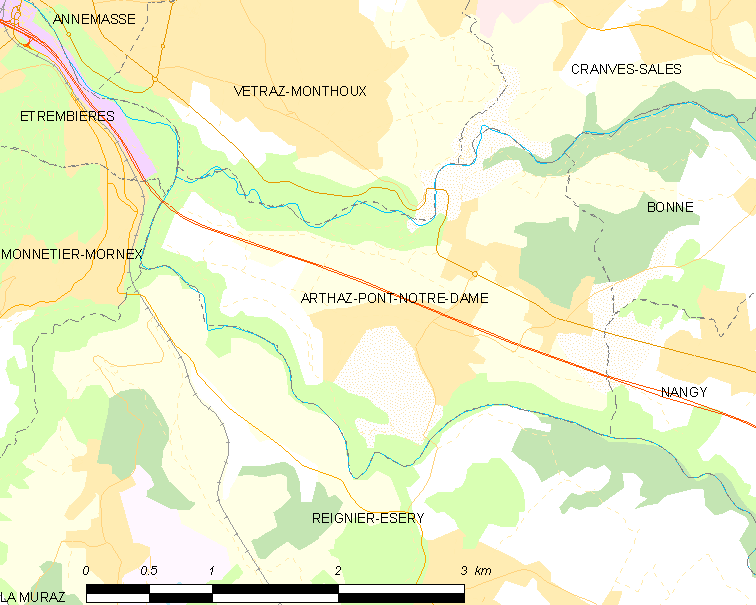
阿尔塔-圣母桥村的OSM定位图

## 行政
阿尔塔-圣母桥村的邮政编码为74380，INSEE市镇编码为74021。

## 政治
阿尔塔-圣母桥村所属的省级选区为加亚尔县。

## 交通
上萨瓦省省道D198线和D1205线经过境内。

## 人口

1962-2008年间阿尔塔-圣母桥村人口变化图示

阿尔塔-圣母桥村于2022年1月1日时的人口数量为1670人。